# ارین مک‌لاود
ارین مک‌لاود (انگلیسی: Erin McLeod؛ زادهٔ ۲۶ فوریهٔ ۱۹۸۳) یک بازیکن فوتبال اهل کانادا است.
از باشگاه‌هایی که در آن بازی کرده‌است می‌توان به واشنگتن فریدام، شیکاگو رد استارز، هیوستون دش و باشگاه فوتبال روزنگرد اشاره کرد.
وی همچنین در تیم ملی فوتبال زنان کانادا بازی کرده‌است.